# Dopisni šah
Dopisni šah je vrsta šaha gdje oba igrača nisu fizički nazočna na istom mjestu. Zbog prostorne udaljenosti partija traje duže. U starom dopisnom šahu igrači su jedan drugome slali poteze poštom pismima. Služili su se i telegrafom ili radijom. Danas se služe telefaksom, elektronskom poštom, šahovskim poslužiteljem ili drugim medijem. Postoje časopisi na temu dopisnog šaha, poput njemačkog Fernschachposta ili bivšeg istočnonjemačkog Fernschach-Bulletina.
U Hrvatskoj djeluje Hrvatski klub dopisnih šahista od 1975. godine. 
Hrvatska udruga dopisnih šahista (HUDŠ), zasnovana je 25. siječnja 1975. te osnovana pristupom desetog člana 23. siječnja 1990. HUDŠ se 6. kolovoza 1991. odvaja od Jugoslavenskog savjeta za dopisni šah, 23. rujna 1992. postaje punopravnom članicom Međunarodne federacije za dopisni šah - International Correspondence Chess Federation (ICCF) te se 4. studenog 1996. učlanjuje u Hrvatski šahovski savez. HUDŠ djeluje kao samostalna udruga na zemaljskoj razini te kao punopravna članica ICCF-a na svjetskoj razini.
Pri Hrvatskome šahovskom savezu djeluje Udruga dopisnih šahista.
Krovna svjetska organizacija je Međunarodna federacija za dopisni šah.
Iako se smatra da je nastao na Dalekom istoku prije novog doba  - spominje se slonovska "pošta", najstarije povijesno svjedočanstvo iz sredine XVII. stoljeća govori o dopisnom šahu između mletačkih i dubrovačkih trgovaca pa se Hrvatska smatra jednom od kolijevki dopisnog šaha u svijetu. (Engleski orijentalist Thomas Hyde u djelu O istočnjačkim igrama (De ludis orientalibus) iz 1694. piše o dopisnom šahiranju mletačkih i hrvatskih trgovaca 1650. godine (mercatores venetos et croatos).)
Vrsta šaha na granici između dopisnog šaha i igranja šaha na internetskom poslužitelju je telešah.

## Vanjske poveznice
- Hrvatski šahovski savez  Arhivirana inačica izvorne stranice od 24. kolovoza 2018. (Wayback Machine) Dopisni šah
- Facebook Hrvatski klub dopisnih šahista
- Hrvatski klub dopisnih šahista
- Udruga dopisnih šahista pri HŠS-u - Hrvatski šah  Arhivirana inačica izvorne stranice od 28. prosinca 2010. (Wayback Machine)
- Svjetski savez dopisnog šaha
- International Email Chess Group (IECG)  Arhivirana inačica izvorne stranice od 28. kolovoza 2018. (Wayback Machine)
- FICGS
- Igraj dnevni (dopisni) šah Chess.com
- Hrvatski šahovski savez  Arhivirana inačica izvorne stranice od 2. srpnja 2017. (Wayback Machine) Dopisni šah